# Mesterházy Lajos (alispán)
Mesterházi Mesterházy Lajos (Pécs, 1743. március 25. - Gógánfa, 1806. április 16.) Zala vármegye első alispánja, földbirtokos.

## Élete
A soproni eredetű nemesi mesterházi Mesterházy család leszármazottja. Édesapja mesterházi Mesterházy Pál, baranyai főszolgabíró, földbirtokos, édesanyja a Zala megyei  származású gyömörei és teölvári Gyömörey Borbála volt. Apai nagyszülei mesterházi Mesterházy Péter, földbirtokos és Pintér Judit voltak. Anyai nagyszülei gyömörei és teölvári Gyömörey György, földbirtokos és nemes Landovich Éva voltak.
1797-ben jáprai Spissich János zalai első alispán, szabadkőműves páholy főmestere, szembeszállt az udvar akaratával és franciabarát nyilatkozatai voltak. I. Ferenc magyar király azonnal leváltotta őt a tisztségéről, az összes támogató liberális érzelmű gárdájával együtt. E vészhelyzetben, helyébe, az 54 éves Mesterházy Lajost nevezték ki Zala vármegye első alispánjává 1797. május 1.-jén, és mellé lovászi és szentmargitai Sümeghy József (1757-1832) zalai másodalispánná. 1802. május 6.-a és 1802. október 31.-e között a vármegye országgyűlési követe. Az első alispáni tisztséget Mesterházy egészen haláláig, 1806. április 16.-ig töltötte be. Halála után, Sümeghy József lett az első alispán.

## Házassága
1778. július 8.-án vette el Zalaszántón hertelendi és vindornyalaki Hertelendy Judit (Vindornyalak, 1759. február 24.–Gógánfa, 1822. július 27.) kisasszonyt, hertelendi és vindornyalaki Hertelendy György (1722-1780), zalai főszolgabírónak és forintosházi Forintos Julianna asszonynak a lányát. Felesége révén sógora, hertelendi és vindornyalaki Hertelendy György (1764–1831), Zala vármegye alispánja, valamint, Hertelendy Mihály (1754-1810), szerémi követ, királyi tanácsos, és Hertelendy József (1756–1827), torontáli alispán, királyi tanácsos volt. Mesterházy Lajos és Hertelendy Judit házasságából nem született gyermek.